# Adele Goldstine
Pour les articles homonymes, voir Goldstine.
Adele Goldstine, née Katz, le 21 décembre 1920 à New York (États-Unis) et morte en novembre 1964, est une mathématicienne et informaticienne américaine. Elle a écrit le manuel utilisateur du premier ordinateur numérique électronique, l'ENIAC. Par son travail de programmation, elle a également contribué à la conversion de l'ENIAC d'un ordinateur qui avait besoin d'être reprogrammé à chaque utilisation en une machine capable d'exécuter un ensemble de cinquante instructions enregistrées.

## Enfance et études
Adele Goldstine est née à New York le 21 décembre 1920, de parents Juifs. Elle a fréquenté le Hunter College High School, puis le Hunter College. Après avoir reçu son Bachelor of Arts, elle a fréquenté l'Université du Michigan, où elle a obtenu une maîtrise en mathématiques Dans le Michigan, elle a rencontré Herman Goldstine, le militaire de liaison et l'administrateur de la construction de l'ENIAC, et ils se sont mariés en 1941.

## Travail sur l'ENIAC
Adele Goldstine était professeure de mathématiques pour les femmes calculatrices à la Moore School of Electrical Engineering, et elle a formé certaines des six femmes programmeuses de l'ENIAC pour calculer manuellement les trajectoires balistiques (calculs différentiels complexes),. Le travail de calculatrice était essentiel à l'effort de guerre, et les femmes étaient considérées comme capables de faire le travail plus rapidement et plus précisément que les hommes. En 1943, et pour l'essentiel de la Seconde Guerre mondiale, la quasi-totalité des calculateurs humains sont des femmes, tout comme leurs responsables. 
Elle écrit le manuel utilisateur pour l'ENIAC après que les six femmes (Kathleen Antonelli, Jean Bartik, Betty Holberton, Marlyn Meltzer, Frances Spence et Ruth Teitelbaum, se sont formées elles-mêmes à la programmation de l'ENIAC à partir de son diagramme logique et électrique. À ce moment, la programmation de la machine consistait à déplacer manuellement des cadrans et des câbles.[réf. nécessaire]
En 1946, Adele Goldstine participe à des sessions de programmation avec Jean Bartik et Dick Clippinger et est embauchée pour la mise en œuvre le projet de Clippinger consistant à faire exécuter à l'ENIAC des programmes enregistrés. John von Neumann est consultant pour décider de la sélection du jeu d'instructions implémenté. Cela résout le problème des programmeurs qui devaient débrancher et rebrancher les câbles de raccordement pour chaque programme ; à la place, le programme est saisi sur les trois tables de fonction, qui étaient auparavant utilisées pour stocker une fonction de traînée d'une trajectoire. La programmeuse de l'ENIAC, Jean Bartik, a désigné Adele Goldstine comme l'une de ses trois grandes partenaires de programmation avec Betty Holberton et Art Gehring. Ils ont travaillé ensemble pour programmer le programme Taub pour l'ENIAC.[réf. nécessaire]

## Années d'après-guerre
Après la guerre, Adele Goldstine continue son travail de programmation avec von Neumann au Laboratoire National de Los Alamos, où elle conçoit les problèmes à résoudre par l'ENIAC. Elle a deux enfants, nés en 1952 et 1959. Elle s'est vu diagnostiquer un cancer en 1962, et est morte deux ans plus tard, à l'âge de 43 ans, en 1964.